# Nobilotipula
Nobilotipula is een ondergeslacht van het geslacht van insecten Tipula binnen de familie langpootmuggen (Tipulidae).

## Soorten
Deze lijst van 6 stuks is mogelijk niet compleet.
- T. (Nobilotipula) brolemanniana (Alexander, 1968)
- T. (Nobilotipula) collaris (Say, 1823)
- T. (Nobilotipula) fuiana (Alexander, 1949)
- T. (Nobilotipula) nobilis (Loew, 1864)
- T. (Nobilotipula) specularis (Alexander, 1961)
- T. (Nobilotipula) wardleana (Alexander, 1968)